# Abrã
Abrã is een plaats (freguesia) in de Portugese gemeente Santarém en telt 1221 inwoners (2001).